# Franz Rosenbruch
Franz Rosenbruch (* 28. Juni 1898 in Braunschweig; † 20. Februar 1958 ebenda) war ein deutscher Politiker (SPD), Gewerkschaftsfunktionär und Mitglied des Ernannten Braunschweigischen Landtages.
Rosenbruch besuchte die Volksschule, anschließend erlernte er das Dreherhandwerk. 1916 trat er in die SPD und den Deutschen Metallarbeiter-Verband (DMV) ein. Im November 1916 wurde er zum Militärdienst im Ersten Weltkrieg eingezogen. Von Ende 1918 bis 1924 arbeitete Rosenbruch als Werkmeister in einer Braunschweiger Fabrik, bis er 1924 zur Büssing AG im gleichen Ort wechselte. Dort war Rosenbruch bis 1933 beschäftigt. Er war in diesem Betrieb Vorsitzender der DMV-Vertrauensleute und Betriebsrat.
Nach der Machtübernahme der Nationalsozialisten wurde Rosenbruch noch im Frühjahr 1933 in den Landtag des Freistaates Braunschweig gewählt. Als Gegner des NS-Regimes geriet er schnell in das Visier der Verfolger. Bereits Ende März 1933 nahmen Angehörige der Sturmabteilung der NSDAP Rosenbruch fest und misshandelten ihn schwer. Nach der Entlassung aus der Haft tauchte Rosenbruch zunächst in Hannover unter. Nur wenige Wochen später emigrierte er in die Niederlande. Doch bereits Ende 1934 kehrte er nach Braunschweig zurück, wo er erneut bis 1944 als Vorarbeiter und Werkmeister in der Büssing AG tätig war.
Nach dem Ende des Zweiten Weltkrieges trat Rosenbruch 1945/46 besonders aktiv beim Neuaufbau der Gewerkschaften in Braunschweig hervor. Dabei vertrat er die Position, dass sich die einzelnen "Wirtschaftsgruppen" möglichst zügig zu autonomen Industriegewerkschaften entwickeln sollten. Bald darauf übernahm er für den Deutschen Gewerkschaftsbund (DGB) den Vorsitz im Kreisausschuss Braunschweig-Wolfenbüttel.
Rosenbruch besaß zahlreiche Ehrenämter, u. a. als Vizepräsident der Braunschweiger Industrie- und Handelskammer.
Vom 21. Februar 1946 bis 21. November 1946 war er Mitglied des Ernannten Braunschweigischen Landtages.